# Giuramento di Bereg
Il giuramento di Bereg (in ungherese beregi eskü), noto anche come accordo di Bereg (in ungherese beregi egyezmény), fu un trattato firmato tra il regno d'Ungheria e la Santa Sede nelle foreste del Bereg il 20 agosto 1233. Nel documento, il re Andrea II d'Ungheria giurò che non avrebbe impiegato ebrei (zsidók) e musulmani (böszörmény) per amministrare le entrate della corona, circostanza che causò un decennio di dissapori con la Santa Sede all'indomani del 1220, contraddistinto da frequenti scambi diplomatici con toni accesi e provvedimenti ecclesiastici di censura. Il documento è inoltre un'importante fonte per ricostruire la storia del commercio del sale in Ungheria.

## Contesto storico
Sin dalla nascita del regno d'Ungheria a cavallo tra il X e l'XI secolo, i magiari dimostrarono un atteggiamento tollerante nei confronti di ebrei (zsidók) e musulmani (böszörmény). La presenza di mercanti non cristiani nel regno si doveva al suo ruolo di crocevia di rotte commerciali che conducevano a Costantinopoli, Ratisbona e Kiev. Géza II, che amministrò l'Ungheria a metà del XII secolo, impiegò persino dei soldati musulmani provenienti dalla steppa eurasiatica. L'impiego di non cristiani che ricoprissero incarichi amministrativi finì per diventare una prassi normale e diffusa in Ungheria; un documento della corona di Colomanno il Bibliofilo del 1111 fa riferimento a «funzionari» del tesoro reale legati alla comunità dei «calizi» (musulmani).
Andrea II salì al trono ungherese nel 1205, dopo anni di lotte con il fratello Emerico. Introdusse una nuova politica per le concessioni reali, detta delle "nuove istituzioni" in una delle sue carte con la quale distribuì ampie porzioni del domini della corona, dei castelli reali e di tutti feudi ad essi annessi come concessioni a titolo ereditario ai suoi sostenitori, dichiarando che «la misura migliore di una concessione reale è data dalla sua incommensurabilità». Le entrate reali diminuirono, una situazione che portò all'introduzione di nuove tasse e alla necessità che queste politiche fossero supervisionate da funzionari musulmani ed ebrei che divenivano sempre più ricchi.
I nuovi metodi di riscossione delle entrate generarono ampio malcontento e la consuetudine di ricorrere a ebrei e musulmani cominciò a causare discordia anche tra il monarca e la Santa Sede all'indomani del 1220. Il primo a sollecitare la rimozione di ebrei e musulmani dall'amministrazione fu papa Onorio III, il quale inviò una lettera relativa alla questione a re Andrea II e alla regina Iolanda di Courtenay nell'aprile del 1221. Il pontefice invitò inoltre a emanare dei provvedimenti che vietassero ai non cristiani di detenere schiavi cristiani. Le lamentele dei papi riflettevano le risoluzioni del Quarto Concilio Lateranense del 1215 contro i sudditi non cristiani.
Quando un gruppo di aristocratici scontenti si impadronì di fatto del potere nella primavera del 1222, Andrea fu costretto a emanare la Bolla d'oro del 1222, la quale proibiva l'impiego di musulmani ed ebrei al soldo della corona. Secondo una lettera di papa Onorio III destinata a Ugrino Csák, arcivescovo di Caloccia, e ai suoi subordinati nell'agosto del 1225, Andrea continuò a impiegarli negli anni successivi e di ciò il santo padre accusò il prelato di star tollerando queste violazioni nel regno e persino nella sua stessa arcidiocesi. Papa Gregorio fece riferimento ai concili di Toledo e quanto confermato durante il Quarto Concilio Lateranense in merito al divieto per i non cristiani di ricoprire cariche pubbliche. Una simile decisione fu ribadita quando Andrea II, sollecitato dalle forti pressioni dei prelati, emanò la cosiddetta Bolla d'oro del 1231, che autorizzava l'arcivescovo di Strigonio a scomunicarlo in caso di violazione delle sue disposizioni.

## Il giuramento
Roberto, Arcivescovo di Strigonio presentò delle osservazioni alla Curia romana nel 1231, sostenendo che Andrea II continuava a impiegare ebrei e musulmani nonostante le sue previe promesse e il suo precedente conflitto con la Santa Sede sulla questione. Nel marzo del 1231, papa Gregorio IX incaricò Roberto di intervenire perché, secondo alcune denunce, i cristiani in Ungheria avevano subito vari danni a causa di ebrei e musulmani. Anche la mescolanza di persone di religioni diverse era considerata dal papa una fonte di pericolo, poiché riteneva che ciò avrebbe potuto aumentare il rischio di abbandono della fede. Il pontefice sostenne inoltre che la situazione disordinata dei non cristiani ostacolava la causa del battesimo dei cumani. A partire dal 1232, i nomi dei funzionari non cristiani vennero regolarmente attestati: si menziona ad esempio un certo Samuele di origine «saracena». in seguito convertitosi al cattolicesimo, e Teha (o Teka), un ebreo che, come Samuele, fu ispán della camera reale (in latino comites camere). Che fossero effettivamente impiegati in qualche ruolo traspare da alcune monete reali portate alla luce, in quanto recano delle lettere ebraiche e delle iscrizioni.
Sebbene Andrea II si fosse impegnato a rispettare i privilegi del clero e a destituire i suoi funzionari non cristiani nelle sue due bolle d'oro, non mantenne mai le promesse. Di conseguenza, l'arcivescovo Roberto scomunicò i principali consiglieri finanziari di Andrea – il palatino d'Ungheria Dionigi, figlio di Ampud, il mastro tesoriere Nicola e il già citato vecchio ciambellano Samuele di origine «saracena» – e pose l'Ungheria sotto un interdetto il 25 febbraio 1232. Roberto giustificò la sua azione con la presenza di ismaeliti nell'amministrazione reale, in particolare nella coniazione. Accusò inoltre Samuele di eresia e di sostenere musulmani e «falsi» cristiani. Tuttavia, si astenne dallo scomunicare personalmente re Andrea II. Andrea II presentò una petizione alla Curia romana, lamentandosi delle azioni dell'arcivescovo. Per tutta risposta, papa Gregorio inviò una lettera all'arcivescovo Roberto nel luglio del 1232 in cui lo accusava di aver ecceduto i suoi poteri. Il papa sottolineò che la giurisdizione di Roberto come legato pontificio era limitata all'area abitata dai cumani e gli ordinò di non applicare ulteriori punizioni ecclesiastiche. Il papa promise ad Andrea che nessuno sarebbe stato scomunicato senza la sua speciale autorizzazione. Poiché l'arcivescovo accusava i musulmani di aver persuaso Andrea a confiscare i beni ecclesiastici, Andrea restituì i beni all'arcivescovo, che presto sospese l'interdetto su istruzione del papa.
Gregorio IX, contemporaneamente all'invio della sua missiva, delegò Jacopo da Pecorara, cardinale vescovo di Palestrina come uomo di sua fiducia in Ungheria, incaricato di raggiungere un accordo tra Andrea II e l'arcivescovo Roberto. Il cardinale arrivò in Ungheria nel settembre del 1232. Il sovrano evitò di incontrarlo nei mesi successivi, cosicché il cardinale potesse occuparsi solo degli affari interni della chiesa in Ungheria. Secondo lo storico Tibor Almási, Andrea II, forte della rassicurazione papale, cercò di frenare fino alla fine ogni progresso nei negoziati, e Jacopo da Pecorara non poté nemmeno minacciare una sanzione più severa. All'inizio del 1233, Giacomo incontrò l'arcivescovo Roberto e i prelati ungheresi, trascrivendo e confermando congiuntamente le ben 1 222 donazioni di privilegi di Andrea alla Chiesa ungherese nel marzo del 1233. Il cardinale si occupò anche del caso dei cavalieri teutonici, espulsi dall'Ungheria nel 1225. Il cardinale incaricò il suo cappellano Ruggero di Puglia di ritornare a Roma per riferire che Andrea II esitava a riconciliarsi con la Santa Sede e che da mesi stava sabotando i negoziati in vari modi.
Con la speranza di porre termine alla situazione di stallo dei negoziati, Gregorio scrisse tre missive destinate all'Ungheria il 12 agosto 1233, in particolare al legato pontificio. Nella prima, Gregorio autorizzò Jacopo da Pecorara a rinnovare, qualora necessario, il divieto e la scomunica dei membri del seguito reale per far rispettare l'obbedienza del monarca, ma, nella seconda lettera, proibì espressamente la scomunica del re stesso o dei suoi figli: i principi Béla, Colomanno e Andrea. Fu re Andrea ricevette la terza lettera: il papa elencò i «terribili» abusi che avevano costretto l'arcivescovo Roberto a sancire delle censure ecclesiastiche prima di allora, e a cui Andrea non aveva nemmeno posto rimedio nonostante le parole ammonitrici del legato. Il santo padre assicurò al re che egli stimava sinceramente la sua persona, ma poiché doveva valutare equamente le azioni di tutti, sarebbe stato costretto ad approvare anche il verdetto che il legato avrebbe emesso contro gli elementi «ribelli». La misura in cui le missive facilitarono un accordo resta discutibile, poiché anticipavano di soli otto giorni alla conclusione del giuramento di Bereg. Secondo lo storico Nándor Knauz, Lajos Balics e Vilmos Fraknói, Andrea poteva già conoscere l'opinione papale tramite i suoi ambasciatori.
Sebbene Andrea fosse partito per la Galizia affinché potesse sostenere il figlio minore Andrea in una lotta contro Danilo Romanovič, egli si dichiarò disposto a incontrare i rappresentanti del legato pontificio, Bartolomeo, vescovo di Vesprimia e Cognoscens, un canonico della cattedrale di Strigonio. Il 20 agosto 1233, i due emissari papali raggiunsero Andrea II e il suo seguito nelle foreste di Bereg, nell'angolo nord-orientale del Regno d'Ungheria, prima della sua partenza per guidare la campagna militare contro la Galizia. Stando ad Almási, Bartolomeo e Cognoscens costrinsero Andrea a scegliere tra un accordo immediato e l'imposizione di un provvedimento ecclesiastico. La bozza presentata assicurava a Giacomo che la conferma finale dell'accordo sarebbe avvenuta in sua presenza. Due giorni dopo l'incontro nella foresta di Bereg, anche l'erede e rivale politico di Andrea, il duca Béla, arrivò sulla scena con il suo seguito – ad esempio, Mojs e Dionigi Türje – e presidiò il giuramento sull'accordo due giorni dopo, il 22 agosto 1233. Il re magiaro incontrò di persona Jacopo da Pecorara a Strigonio soltanto nel settembre del 1233, dove furono concordati i dettagli economici e vari aristocratici del regno – tra cui Nicola Szák, Simone Nagymartoni, Pietro Tétény, Maurizio Pok, Baldovino Rátót, File Szeretvai e il vecchio tesoriere scomunicato Nicola testimoniarono il giuramento. Nel documento, il legato pontificio richiese espressamente che anche il palatino Dionigi – un importante riformatore dell'economia, coinvolto in numerosi conflitti con la Chiesa negli anni precedenti – testimoniasse che il giuramento di Bereg ebbe avuto luogo.

## Contenuto
Il testo del giuramento di Bereg è stato conservato in due documenti originali e in due copie trascritte. Emanato il 20 agosto 1233, fu poi nel settembre del 1233 trascritto da Andrea in una lettera al legato papale Jacopo da Pecorara, e infine dall'arcivescovo Roberto di Strigonio il 19 febbraio 1234. La stesura seguì interamente le richieste del legato, con due sezioni principali, una relativa ai non cristiani e l'altra ai privilegi, in particolare le entrate derivanti dal sale e il rapporto con la Chiesa in Ungheria. Il duca Béla assicurò la sua precedente promessa nel diploma emesso il 23 febbraio 1234. Inoltre, il suo giuramento conteneva anche l'impegno di agire contro gli eretici e di guidare i disobbedienti all'obbedienza della Chiesa nel suo dominio. Gregorio confermò il giuramento in una sua lettera indirizzata all'arcivescovo Roberto nel gennaio del 1234.

### I non cristiani
(Un paragrafo del giuramento di Bereg (20 agosto 1233))
Andrea II, analogamente a quanto previsto dalle bolle d'oro del 1222 e del 1231, giurò di non impiegare ebrei e musulmani come funzionari della tesoreria reale (camera) e della zecca, amministratori dell'estrazione del sale ed esattori delle tasse, nemmeno sottomettendoli a superiori cristiani in queste cariche reali. Andrea proibì inoltre di collocare ebrei e saraceni, o ismaeliti, a capo di una carica pubblica.
Il giuramento di Bereg prescriveva inoltre che entrambi i gruppi di non cristiani fossero distinti e separati dai cristiani mediante distintivi, mentre proibiva sia agli ebrei che ai saraceni di acquistare o assumere schiavi cristiani. Ai vescovi, le cui diocesi erano abitate da un numero significativo di comunità musulmane o ebraiche, era consentito richiedere la separazione di queste persone dagli insediamenti cristiani. Il giuramento proibiva il matrimonio, la convivenza e qualsiasi rapporto d'affari tra cristiani e non cristiani. In base all'accordo, il palatino o un altro cortigiano reale nominato doveva essere inviato ogni anno a verificare la violazione della legge; ogni trasgressore, ebreo, musulmano o cristiano, avrebbe perso i beni e sarebbe stato condannato alla schiavitù a vita.

### Privilegi della Chiesa
La giurisdizione della magistratura ecclesiastica in materia di controdote, dote e affari coniugali era sancita nell'accordo. Andrea sottolineò che non avrebbe permesso ai tribunali secolari di occuparsi di questi casi, «perché non vogliamo interferire e non siamo competenti». Andrea promise di non interferire con i privilegi ecclesiastici. Il monarca ungherese statuì che gli (ecclesiastici potessero essere giudicati solo dai tribunali religiosi, ad eccezione delle controversie giudiziarie che riguardavano il possesso di beni e feudi, come era stata prassi del re fin dall'inizio. L'accordo garantiva inoltre la completa esenzione fiscale per i membri della Chiesa e il clero. Il re stabilì inoltre che i membri della Chiesa fossero tenuti a consultarsi con lui in merito all'imposizione delle proprie tasse, dopodiché avrebbero potuto rivolgersi congiuntamente al papa per una decisione.
L'intesa mirava a porre rimedio al presunto danno arrecato alla struttura economica della Chiesa, poiché il monarca e la sua élite laica erano accusati di aver confiscato e usurpato illegalmente una parte significativa delle entrate della Chiesa cattolica in Ungheria. Jacopo da Pecorara si impegnò a garantire che né il monarca né gli aristocratici suoi conterranei si appropriassero delle entrate ecclesiastiche, principalmente dell'estrazione del sale e del commercio dalla Transilvania attraverso il fiume Maros (Mureș). Andrea II promise di pagare complessivamente 10 000 marchi in cinque anni (1234-1238) a titolo di risarcimento per le entrate già riscosse, equivalenti agli introiti derivanti dal sale che il re aveva trattenuto dalle chiese in Ungheria. Il vescovo di Csanád, l'abate di Pannonhalma e l'abate di Egres furono incaricati di ricevere la somma alle date di scadenza nel monastero domenicano a Pest. Andrea permise alle chiese di trasportare liberamente il sale nelle proprie strutture, dove i funzionari della camera del sale erano tenuti a pagare secondo la tariffa stabilita entro una scadenza specifica (8 settembre e 21 dicembre), inclusi i costi di spedizione e stoccaggio. Le chiese erano libere di disporre del sale purché i funzionari del re non esercitassero il diritto di prelazione. Il re stabilì inoltre che le chiese dovessero essere pagate con degli pfennig di Friesach d'argento di buona qualità o in argento di qualità inferiore a un decimo.
A giudizio della storica Beatrix F. Romhányi, quanto pattuito a Bereg riguardava esclusivamente il trasporto del sale lungo il fiume Maros, mentre esistevano altre rotte terrestri, in particolare quella attraverso la porta di Meszes (oggi nei Monti Meseș) fino a Szalacs (oggi Sălacea, in Romania). F. Romhányi sosteneva che le chiese complessivamente immagazzinassero sale trasportato dalla Transilvania, quasi tre quarti del quale veniva consegnato tramite la via di Szalacs, e solo poco più di un quarto proveniva dalla via di Maros, mentre erano presenti depositi di sale anche a Pressburgo (la moderna Bratislava, in Slovacchia) e Sopron. Gli elenchi di seguito enucleati riferiscono della quota delle varie chiese relativa al commercio e allo stoccaggio del sale tramite il fiume Maros secondo il giuramento di Bereg e alcuni documenti allegati (emessi il 1° ottobre 1233), e la quota per tipo di istituzione:
| Chiesa                   | Tipo                      | Quantità (in zuan o cubi di sale) (1 zuan=37,8 kg) |
| ------------------------ | ------------------------- | -------------------------------------------------- |
| Albareale                | capitolo collegiale       | 2 000                                              |
| Arad                     | Capitolo collegiale       | 500                                                |
| Bács (Bač)               | Capitolo della cattedrale | 10 000                                             |
| Biserta                  | Abbazia benedettina       | 4 000                                              |
| Bulcs (Bulci)            | Abbazia benedettina       | 5 000                                              |
| Vescovo di Csanád        | Prelato                   | 5 000                                              |
| Egres (Igriș)            | Abbazia cistercense       | 7 500                                              |
| Eperjes                  | Abbazia benedettina       | 3 000                                              |
| Ercsi                    | Abbazia cistercense       | 1 000                                              |
| Arcivescovo di Strigonio | prelato                   | 2 000                                              |
| Ghielide                 | capitolo collegiale (?)   | 500                                                |
| Heiligenkreuz            | Abbazia cistercense       | 3 000                                              |
| Hodos                    | Abbazia benedettina       | 1 000                                              |
| Cavalieri ospitalieri    | Ordine cavalleresco       | 10 000                                             |
| Izsó                     | Abbazia benedettina       | 1 000                                              |
| Arcivescovo di Caloccia  | prelato                   | 10 000                                             |
| Kenez                    | Abbazia benedettina       | 2 000                                              |
| Kerc (Cârța)             | Abbazia cistercense       | 1 000                                              |
| Óbuda                    | capitolo collegiale       | 2 000                                              |
| Pannonhalma              | Abbazia benedettina       | 1 000                                              |
| Pécsvárad                | Abbazia benedettina       | 2 000                                              |
| Pilis                    | Abbazia cistercense       | 2 000                                              |
| Pornó                    | Abbazia cistercense       | 2 000 (1 000+1 000)                                |
| Rohonça                  | Abbazia benedettina       | 4 000                                              |
| Szekszárd                | Abbazia benedettina       | 1.000                                              |
| Szentgotthárd            | Abbazia cistercense       | 7.500 (2 500+5 000)                                |
| Szer                     | Abbazia benedettina       | 1 000                                              |
| Szőreg                   | Abbazia benedettina       | 1 000                                              |
| Tihany                   | Abbazia benedettina       | 1 000                                              |
| Titel                    | capitolo collegiale       | 3 000                                              |
| Vescovo di Transilvania  | prelato                   | 2 000                                              |
| Zirc                     | Abbazia cistercense       | 2 000                                              |
| Totale                   |                           | 100 000                                            |

| Tipo di istituzione  | Importo (zuan) | Quota (%) |
| -------------------- | -------------- | --------- |
| Benedettini          | 27 000         | 27        |
| Cistercensi          | 26 000         | 26        |
| Ordini cavallereschi | 10 000         | 10        |
| Prelati              | 19 000         | 19        |
| Capitoli             | 18 000         | 18        |
| In totale            | 100 000        | 100       |

## Conseguenze
Il conflitto tra Andrea II e la Santa Sede continuò dopo la partenza del legato pontificio Jacopo da Pecorara dall'Ungheria nel 1234. Il monarca non pagò il risarcimento (10 000 marchi) che si era impegnato a versare alla Chiesa. Giovanni di Wildeshausen, il vescovo di Bosnia, sottopose l'Ungheria a un nuovo interdetto nella prima metà del 1234, in quanto Andrea non aveva destituito i suoi funzionari non cristiani contravvenendo il giuramento di Bereg. Tuttavia, l'arcivescovo Roberto si dichiarò stavolta a sostegno del re, il quale protestò contro l'atto del vescovo presso la Santa Sede. La storica Nora Berend ha creduto che il giuramento di Bereg e il successivo interdetto fossero coincisi con un nuovo capitolo sulla lotta di potere tra il papato, i prelati ungheresi e la corte reale. Su richiesta di Andrea, papa Gregorio IX permise che l'inchiesta sulla separazione dei non cristiani si svolgesse ogni due anni. Sebbene il papa avesse intimato il vescovo Giovanni di revocare l'interdetto nell'agosto del 1234, ciò non avvenne. Nell'agosto del 1235, il pontefice ordinò ad Andrea di non minacciare coloro che rispettavano le disposizioni dell'interdetto, ma consentì al re di differire il pagamento del risarcimento che aveva accettato.
Per tutto il XIII secolo, la corte reale continuò ad assumere funzionari non cristiani, disattendendo il giuramento di Bereg. Durante il regno di Béla IV, che salì al trono ungherese dopo la morte del padre Andrea II nel 1235, le nomine di ebrei in veste di ciambellani di corte si susseguono con frequenza, come nel caso di un certo Henul, Wluelius e Altman. Béla affidò agli ebrei anche la gestione della zecca, con il risultano che le monete dell'epoca recavano caratteri ebraici riscontrati dai numismatici moderni. Sebbene Béla avesse formalmente chiesto al papa il permesso di impiegare non cristiani e di cedere loro le entrate reali nel 1239, Gregorio lo respinse.